# Лукашівська волость
Лукашівська волость — адміністративно-територіальна одиниця Липовецького повіту Київської губернії з центром у містечку Лукашівка.
Станом на 1886 рік складалася з 4 поселень, 4 сільських громад. Населення — 6136 особи (3023 чоловічої статі та 3113 — жіночої), 702 дворових господарств.
|                     | Площа, десятин | У тому числі орної, дес. |
| ------------------- | -------------- | ------------------------ |
| Сільських громад    | 3584           | 3177                     |
| Приватної власності | 6656           | 4104                     |
| Іншої власності     | 190            | 132                      |
| Загалом             | 10430          | 7413                     |

Поселення волості:
- Лукашівка — колишнє власницьке містечко, 2009 осіб, 244 двори, православна церква, синагога, єврейський молитовний будинок, школа, 9 постоялих дворів, 8 постоялий будинок, 10 лавок, ярмарки по неділях через 2 тижні, 2 водяних і 9 вітряних млини, шкіряний, 2 солодовенних і винокурний заводи. За 3 версти — винокурний завод з постоялим будинком і 2 водяними млинами.
- Хмелівка — колишнє власницьке село, 1060 осіб, 150 дворів, православна церква, постоялий будинок, школа та 2 вітряних млини.
- Юшківці — колишнє власницьке село, 1501 особа, 231 двір, православна церква, школа, постоялий будинок і вітряний млин.
- Яцковиця — колишнє власницьке село, 602 особи, 74 двори, православна церква, школа та вітряний млин.